# Єферсон Сотельдо
Єферсон Сотельдо (ісп. Yeferson Soteldo, нар. 30 червня 1997, Акарігуа) — венесуельський футболіст, півзахисник бразильського клубу «Греміо».
Виступав, зокрема, за клуб «Сантус», а також національну збірну Венесуели.

## Клубна кар'єра
Народився 30 червня 1997 року в місті Акарігуа. Вихованець юнацьких команд футбольних клубів «Каракас», «Самора» (Баринас).
У дорослому футболі дебютував 2013 року виступами за команду «Самора» (Баринас), у якій провів три сезони, взявши участь у 84 матчах чемпіонату. 
Згодом з 2017 по 2019 рік грав у складі команд «Уачіпато» та «Універсідад де Чилі».
Своєю грою за останню команду привернув увагу представників тренерського штабу клубу «Сантус», до складу якого приєднався 2019 року. Відіграв за команду з Сантуса наступні два сезони своєї ігрової кар'єри. Більшість часу, проведеного у складі «Сантуса», був основним гравцем команди.
Протягом 2021—2023 років захищав кольори клубів «Торонто», «УАНЛ Тигрес» та «Сантус».
До складу клубу «Греміо» приєднався 2024 року.

## Виступи за збірні
У 2017 році залучався до складу молодіжної збірної Венесуели. На молодіжному рівні зіграв у 16 офіційних матчах, забив 3 голи.
Роком раніше дебютував в офіційних матчах у складі національної збірної Венесуели.
У складі збірної був учасником розіграшу Кубка Америки 2019 року у Бразилії, розіграшу Кубка Америки 2021 року у Бразилії, розіграшу Кубка Америки 2024 року у США.
| Дата       | Місто                      | Господарі         | Результат          | Гості             | Турнір                          | Голи | Примітки |
| ---------- | -------------------------- | ----------------- | ------------------ | ----------------- | ------------------------------- | ---- | -------- |
| 3-2-2016   | Баринас                    | Венесуела         | 1 – 0              | Коста-Рика        | товариський матч                | -    |          |
| 1-9-2016   | Барранкілья                | Колумбія          | 2 – 0              | Венесуела         | Відбір до ЧС 2018               | -    | 50'      |
| 15-11-2016 | Кіто                       | Еквадор           | 3 – 0              | Венесуела         | Відбір до ЧС 2018               | -    | 75'      |
| 24-3-2017  | Матурін                    | Венесуела         | 2 – 2              | Перу              | Відбір до ЧС 2018               | -    | 84'      |
| 5-10-2017  | Сан-Кристобаль             | Венесуела         | 0 – 0              | Уругвай           | Відбір до ЧС 2018               | -    | 80'      |
| 10-10-2017 | Асунсьйон                  | Парагвай          | 0 – 1              | Венесуела         | Відбір до ЧС 2018               | -    | 57'      |
| 13-11-2017 | Неймеген                   | Венесуела         | 0 – 1              | Іран              | товариський матч                | -    | 58'      |
| 22-3-2019  | Мадрид                     | Аргентина         | 1 – 3              | Венесуела         | товариський матч                | -    | 64'      |
| 15-6-2019  | Порту-Алегрі               | Венесуела         | 0 – 0              | Перу              | Копа Америка 2019 - 1-й етап    | -    | 84'      |
| 18-6-2019  | Сальвадор                  | Бразилія          | 0 – 0              | Венесуела         | Копа Америка 2019 - 1-й етап    | -    | 66'      |
| 22-6-2019  | Белу-Оризонті              | Болівія           | 1 – 3              | Венесуела         | Копа Америка 2019 - 1-й етап    | -    | 59'      |
| 28-6-2019  | Ріо-де-Жанейро             | Венесуела         | 0 – 2              | Аргентина         | Копа Америка 2019 - чвертьфінал | -    | 56'      |
| 10-9-2019  | Тампа                      | Колумбія          | 0 – 0              | Венесуела         | товариський матч                | -    | 43' 77'  |
| 10-10-2019 | Каракас                    | Венесуела         | 4 – 1              | Болівія           | товариський матч                | -    | 56'      |
| 14-10-2019 | Каракас                    | Венесуела         | 2 – 0              | Тринідад і Тобаго | товариський матч                | -    | 46'      |
| 19-11-2019 | Суйта                      | Японія            | 1 – 4              | Венесуела         | товариський матч                | 1    |          |
| 13-11-2020 | Сан-Паулу                  | Бразилія          | 1 – 0              | Венесуела         | Відбір до ЧС 2022               | -    |          |
| 17-11-2020 | Каракас                    | Венесуела         | 2 – 1              | Чилі              | Відбір до ЧС 2022               | -    | 51'      |
| 27-6-2021  | Бразилія (місто)           | Венесуела         | 0 – 1              | Перу              | Копа Америка 2021 - 1-й етап    | -    |          |
| 2-9-2021   | Каракас                    | Венесуела         | 1 – 3              | Аргентина         | Відбір до ЧС 2022               | 1    | 88'      |
| 5-9-2021   | Ліма                       | Перу              | 1 – 0              | Венесуела         | Відбір до ЧС 2022               | -    | 85'      |
| 9-9-2021   | Асунсьйон                  | Парагвай          | 2 – 1              | Венесуела         | Відбір до ЧС 2022               | -    |          |
| 7-10-2021  | Каракас                    | Венесуела         | 1 – 3              | Бразилія          | Відбір до ЧС 2022               | -    |          |
| 28-1-2022  | Баринас                    | Венесуела         | 4 – 1              | Болівія           | Відбір до ЧС 2022               | -    | 71'      |
| 1-2-2022   | Монтевідео                 | Уругвай           | 4 – 1              | Венесуела         | Відбір до ЧС 2022               | -    | 52'      |
| 29-3-2022  | Сьюдад-Гуаяна              | Венесуела         | 0 – 1              | Колумбія          | Відбір до ЧС 2022               | -    |          |
| 1-6-2022   | Та-Калі                    | Мальта            | 0 – 1              | Венесуела         | товариський матч                | -    |          |
| 9-6-2022   | Мурсія                     | Саудівська Аравія | 0 – 1              | Венесуела         | товариський матч                | -    | 79'      |
| 22-9-2022  | Марія-Енцерсдорф           | Венесуела         | 0 – 1              | Ісландія          | товариський матч                | -    | 28' 64'  |
| 27-9-2022  | Вінер-Нойштадт             | ОАЕ               | 0 – 4              | Венесуела         | товариський матч                | -    |          |
| 15-6-2023  | Вашингтон                  | Венесуела         | 1 – 0              | Гондурас          | товариський матч                | 1    | 86'      |
| 18-6-2023  | Іст-Гартфорд (Коннектикут) | Венесуела         | 1 – 0              | Гватемала         | товариський матч                | -    | 61'      |
| 7-9-2023   | Барранкілья                | Колумбія          | 1 – 0              | Венесуела         | Відбір до ЧС 2026               | -    | 59'      |
| 12-9-2023  | Матурін                    | Венесуела         | 1 – 0              | Парагвай          | Відбір до ЧС 2026               | -    | 90+6'    |
| 12-10-2023 | Куяба                      | Бразилія          | 1 – 1              | Венесуела         | Відбір до ЧС 2026               | -    | 58'      |
| 17-10-2023 | Матурін                    | Венесуела         | 3 – 0              | Чилі              | Відбір до ЧС 2026               | 1    |          |
| 16-11-2023 | Матурін                    | Венесуела         | 0 – 0              | Еквадор           | Відбір до ЧС 2026               | -    |          |
| 21-11-2023 | Ліма                       | Перу              | 1 – 1              | Венесуела         | Відбір до ЧС 2026               | -    |          |
| 22-6-2024  | Санта-Клара                | Еквадор           | 1 – 2              | Венесуела         | Копа Америка 2024 - 1-й етап    | -    | 84'      |
| 26-6-2024  | Інглвуд                    | Венесуела         | 1 – 0              | Мексика           | Копа Америка 2024 - 1-й етап    | -    | 82'      |
| 30-6-2024  | Остін (Техас)              | Ямайка            | 0 – 3              | Венесуела         | Копа Америка 2024 - 1-й етап    | -    | 60'      |
| 5-7-2024   | Арлінгтон                  | Венесуела         | 1 – 1 (3 - 4 п.п.) | Канада            | Копа Америка 2024 - чвертьфінал | -    | 84'      |
| 5-9-2024   | Альту-Пата                 | Болівія           | 4 – 0              | Венесуела         | Відбір до ЧС 2026               | -    | 46' 79'  |
| Усього     |                            | Матчів            | 43                 |                   | Голів                           | 4    |          |